# سلبيريد
سلبيريد (بالإنجليزية: Sulpiride)‏ وهو عقار دوائي مضاد للذهان وللاضطرابات النفسوجسدية، (بالإنجليزية: Antipsychotic)‏ من فئة البنزاميدات.

## الاستطبابات
- الاضطرابات السلوكية.
- فصام الشخصية.
- القلق والتوتر.
- علاج الحالات الحادة من تشنج القولون.
- علاج آلام وتشنجات البطن وانتفاخ وآلام المعدة والأمعاء والأثنى عشر.
  - الجرعة المعتادة حبة واحدة 50 ملغم مرتين يوميا ولإعطاء نتائج أفضل يفضل تناوله قبل الطعام بنصف ساعة.

## الجرعات
- اضطرابات الشخصية 200-100ملغ/يوم.=من 2كبسولة إلى 4 كبسولة يوميا6لمدة اسابيع
- القلق 50-150ملغ/يوم = من كبسولة إلى 3 كبسولات لمدة 4 أسابيع.
- تشنج القولون من 50-150ملغ/يوم = من كبسولة إلى 3 كبسولات لمدة اسبوعين أو أكثر ويمكن أن تخفف الجرعة تدريجيا عند الشعور بالتحسن

## تحذيرات واحتياطات
يستعمل بحذر في الحالات التالية:
- الصرع.
- الحمل والرضاعة.
- داء باركنسون.
- مع الكحول.
- مع الأدوية التالية:

1. الليفودوبا.
2. مضادات اللانظمية القلبية (كوينيدين، ديسوبيرامايد، أميودارون، سوتالول، إيبوتيليد).
3. بعض المهدئات (ثيوريدازين، كلوربرومازين، هالوبيريدول، دروبيريدول).
4. إريثرومايسين.
5. سبارفلوكساسين.
6. موكسيفلوكساسين.
7. المحركات الدوبامينية (أمانتادين، آبومورفين، بروموكربتين، بيريبيديل).

## موانع الاستعمال
- حساسية للسلبيريد.
- أورام قائمة على البرولاكتين.
- ورم القواتم.
- السولتوبريد.

## التأثيرات الجانبية
قد يسبب الدواء تأثيرات غير مرغوبة:
- انقطاع الطمث.
- تبدل بالوعي.
- تيبس عضلي.
- غير معروف عن السلبرايد بصفة خاصة -وكل مضادات الذُّهان بصفة عامة- أنها تُحدث أعراضا بعد التوقف عنها.

التأثيرات الجانبية لا تحدث إلا عند أخذ جرعة كبيرة جدا من الدوجماتيل تتجاوز ال650 ملغرام أي ما يعادل 13 كبسولة دوجماتيل في اليوم الواحد فقط.

## الاسم التجاري
يسوق الدواء تحت الاسم التجاري العالمي دوجماتيل. يوجد بشكل كبسولات عيار 50 ملغ، وبشكل حبوب عيار 200 ملغ.
عقار دوجماتيل أو ما يعرف علميًا باسم سلبيريد هو من الأدوية الجيدة جدًّا والسليمة جدًّا، حيث إن هذا الدواء من الأدوية المتعددة الاستعمالات، فهو يستعمل لعدة حالات مثل الفصام، والقلق النفسي خاصة القلق المصحوب بأعراض جسدية، وقد وجد أن لهذا الدواء فعالية خاصة في علاج اضطرابات الجهاز الهضمي خاصة القولون العصبي.
ولكنه ربما يؤدي إلى ارتفاعٍ في هرمون البرولاكتين.
وربما يؤدي إلى زيادة بسيطة في الوزن لدى بعض الناس.
ولا يؤدي إلى أي اضطراب في النوم، فهو يعتبر دواء محايد جدًّا، بمعنى أنه لا يرفع من درجة اليقظة ولا يؤدي إلى النعاس الشديد، بل ربما يحسن النوم قليلاً بعد أن يزول القلق.

## وصلات خارجية
دوغماتيل على الميمس